# Club Voleibol Barcelona-Barça
Le Club Voleibol Barcelona-Barça ou CVB Barça est un club espagnol de volley-ball, fondé en 1994 à Barcelone (devenu en 2004 une section du Football Club de Barcelone) qui évolue en Superliga Femenina.

## Palmarès
- Championnat d'Espagne
  - Finaliste : 2019.

## Effectifs

### Saison 2014-2015
Entraîneur :  Xavier Perales